# Bekim Balaj
Bekim Balaj (Reç, Skadar, 11. siječnja 1991.) je albanski nogometaš koji trenutačno igra za austrijski nogometni klub SK Sturm Graz i albansku nogometnu reprezentaciju. Profesionalnu karijeru je započeo u 2009. godini u Vllaznia Shkodër, gdje je ukupno zabio 17 golova u 38 utakmica. Prešao je potom u turski klub Gençlerbirliği u 2010. godini. Godinu dana kasnije je se vratio u Albaniju gdje je potpisao za Tiranu za 70.000 eura po sezoni. Tri godine kasnije je potpisao dvoipolgodišnji ugovor s Rijekom. Albanski reprezentativac je napustio Rijeku te je potpisao za ruskog prvoligaša Tereka iz Groznog u lipnju 2016. godine. Balaj je dobio trogodišnji ugovor uz mogućnost produljenja na još godinu dana. Albanski napadač je za Rijeku odigrao 55 utakmica, a pritom je zabio 20 golova i upisao četiri asistencije. Bivši napadač Rijeke je u srpnju 2019. godine prešao u austrijski SK Sturm Graz.
Za albansku nogometnu reprezentaciju je debitirao protiv Kameruna u 2012. godini i odigrao je preko 30 utakmica za domovinu. Albanski nogometni izbornik objavio je u svibnju 2016. popis za nastup na Europskom prvenstvu u Francuskoj, na kojem je se nalazio Balaj. Nije igrao u prve dvije utakmice na Europskom prvenstvu protiv Švicarske i Francuske, koje je Albanije izgubila. U prvoj kvalifikacijskoj utakmici za Svjetsko prvenstvo u 2018. protiv Makedonije je Albanija upisala pobjedu 2:1 pogotkom Balaja u 89. minuti.